# Robert Dodds
Robert Dodds (ur. 11 marca 1893 w Stoney Creek, zm. 8 października 1980 w Hamilton) – kanadyjski as myśliwski z czasów I wojny światowej z 10 potwierdzonymi zwycięstwami powietrznymi. 
Robert Dodds służbę wojskową rozpoczął w styczniu 1916 roku. Z Canadian Expeditionary Force służył w Europie na froncie zachodnim. W październiku 1916 roku został przeniesiony do Royal Flying Corps. 12 lipca 1917 roku został przydzielony do No. 48 Squadron RAF. Pierwsze zwycięstwo nad niemieckim samolotem Albatros D.III odniósł 21 lipca 1917 roku.
Tytuł asa myśliwskiego uzyskał 21 października zestrzeliwując samolot Albatros D.V w okolicach Clemskerke. Ostatnie zwycięstwo odniósł 8 marca 1918 roku w godzinach popołudniowych w okolicach Bellecourt-Quesnoy. Tego samego dnia rano zestrzelił dwa niemieckie samoloty myśliwskie Pfalz D.III. 
W maju 1918 roku Robert Dodds powrócił do Kanady, gdzie był instruktorem lotniczym w Camp Mohawk. Po zakończeniu wojny pozostał w lotnictwie i odegrał znaczącą rolę w rozwoju kanadyjskiego lotnictwa cywilnego.
W latach 1930–1957 był dyrektorem wydziału lotnictwa cywilnego w kanadyjskim ministerstwie obrony. Był jednym z założycieli Trans-Canada Airlines.